# Staffelde (Stendal)
Staffelde ist ein Ortsteil der gleichnamigen Ortschaft der Hansestadt Stendal im Landkreis Stendal in Sachsen-Anhalt, (Deutschland).

## Geographie

### Lage
Staffelde, ein gebogenes Straßendorf mit Kirche, liegt an der östlichen Stadtgrenze von Stendal, drei Kilometer westlich der Elbe in der Altmark.
Nachbarorte sind Stendal mit der Haferbreite im Westen, Arnim und Wischer im Norden, Storkau (Elbe) im Nordosten, Hämerten im Südosten, Langensalzwedel, Charlottenhof und Bindfelde im Südwesten.

### Ortschaftsgliederung
Die Ortschaft Staffelde bildet sich durch die Ortsteile Arnim und Staffelde.

## Geschichte

### Mittelalter bis Neuzeit
Im Jahre 1208 wurde ein Hermannus de Staphfeld als Zeuge in Sandau in einer Urkunde genannt. Der Ort wurde 1215 erstmals als Stafvelde erwähnt, als Hermannus de Stafueld als Zeuge im campo pro Stafvelde auftrat. Weitere Nennungen sind 1330 villam In Staffelde, 1539 staffelt, 1540 staffeldhe, staffelth, 1687 Staffelde und auch 1804 Staffelde.

### Windmühle
Am 26. April 1653 war auf dem heutigen Windmühlenberg im Nordwesten des Dorfes eine Bockwindmühle errichtet worden, die Mitte des 20. Jahrhunderts einstürzte. Ihre Flügel ließen interessante Inschriften erkennen.

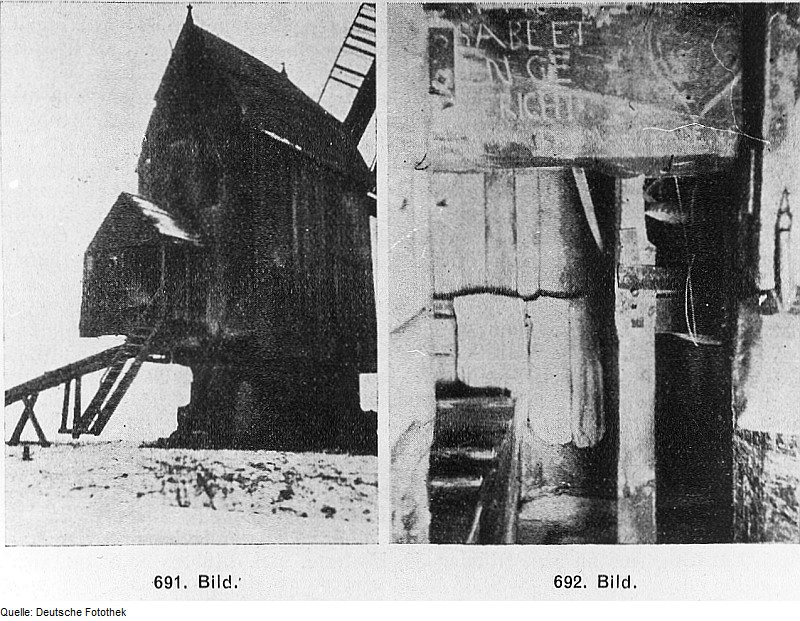
Windmühle Staffelde (1932)

### Herkunft des Ortsnamens
Heinrich Sültmann leitete den Ortsnamen vom althochdeutschen staph für Staffel ab. Er bezeichnet das hügelige Gelände, worauf der Ort liegt.

### Vorgeschichte

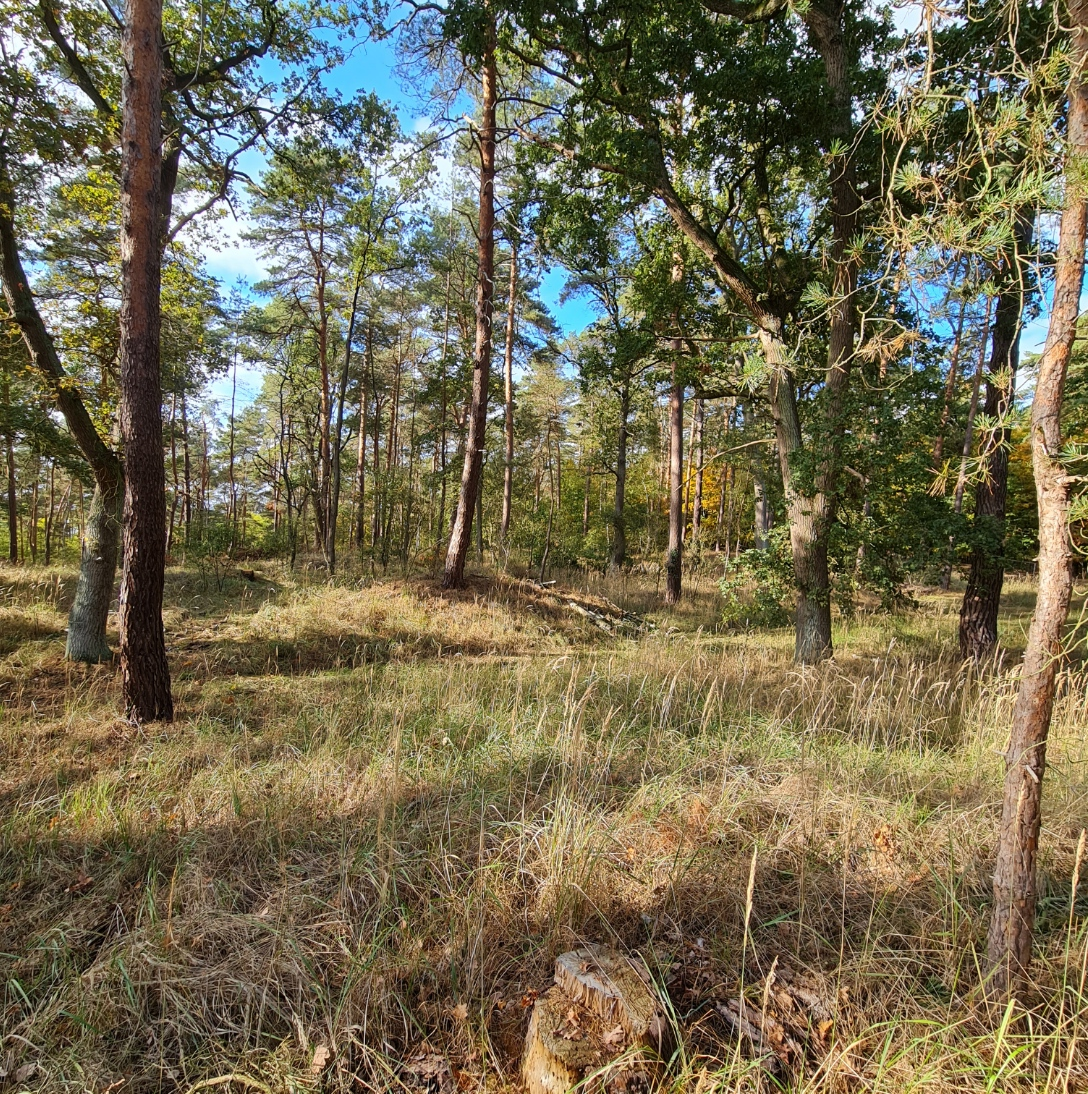
Grabhügelgruppe bei Staffelde

- Nördlich des Dorfes am Rande des Windmühlenberges befinden sich drei undatierte Grabhügelgruppen, die aus 34 Hügeln bestehen.[13]
- Bei Staffelde wurden auf drei Fundplätzen aus spätrömischer Zeit Reste einer Siedlung geborgen, wie ein Perle aus Bernstein und ein Brennofen mit einer Abdeckung aus Rotlehm. Die Fundstücke werden im Altmärkischen Museum in Stendal aufbewahrt.[14]
- Scherbenfunde deuten auf eine alt- und jungslawische Siedlung in der Nähe hin.[1]

### Eingemeindungen
Ursprünglich gehörte das Dorf Staffelde zum Arneburgischen Kreis der Mark Brandenburg in der Altmark. Zwischen 1807 und 1813 lag es im Kanton Tangermünde auf dem Territorium des napoleonischen Königreichs Westphalen. Nach weiteren Änderungen gehörte die Gemeinde Staffelde ab 1816 zum Kreis Stendal, dem späteren Landkreis Stendal.
Am 20. Juli 1950 wurde die bis dahin eigenständige Gemeinde Arnim nach Staffelde eingemeindet.
Am 25. Juli 1952 kam Staffelde zum Kreis Stendal und am 1. Juli 1994 zum heutigen Landkreis Stendal.
Am 1. Januar 1998 wurde die Gemeinde Staffelde in die Hansestadt Stendal eingemeindet und wurde dadurch zu einer Ortschaft und einem Ortsteil von Stendal.

### Einwohnerentwicklung
| Jahr             | 1734 | 1772 | 1798 | 1790 | 1801 | 1818 | 1840 | 1864 | 1871 | 1885 | 1892 | 1895 | 1900 | 1905 |
| Staffelde        | 123  | 105  | 111  | 102  | 108  | 130  | 139  | 154  | 158  | 187  | 188  | 197  | 198  | 181  |
| Bahnhof Hämerten |      |      |      |      |      |      |      |      | 04   | 06   |      | 04   |      | 04   |

| Jahr | Einwohner |
| ---- | --------- |
| 1925 | 237       |
| 1939 | 217       |
| 1946 | 331       |
| 1964 | 294       |
| 1971 | 296       |

| Jahr | Einwohner |
| ---- | --------- |
| 1981 | 253       |
| 1993 | 229       |
| 2013 | [00]165   |
| 2014 | [00]166   |
| 2018 | [00]159   |

| Jahr | Einwohner |
| ---- | --------- |
| 2019 | [00]159   |
| 2021 | [00]165   |
| 2022 | [00]161   |
| 2023 | [0]158    |

Quelle, wenn nicht angegeben, bis 1993:

## Religion

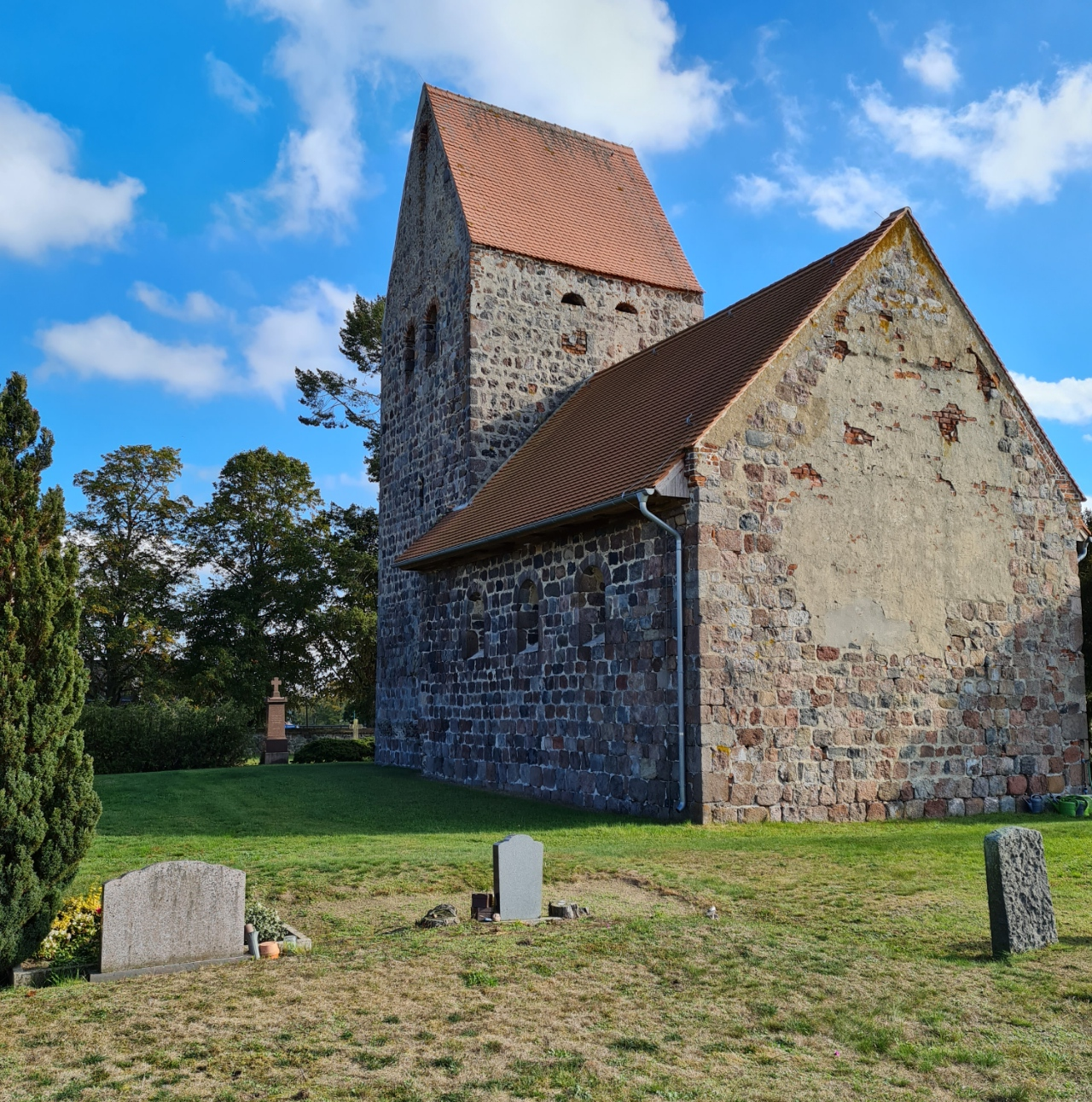
Dorfkirche von Nordwesten

Die evangelische Kirchengemeinde Staffelde, die früher zur Pfarrei Staffelde bei Hämerten gehörte, wird betreut vom Pfarrbereich St. Jacobi in Stendal im Kirchenkreis Stendal im Bischofssprengel Magdeburg der Evangelischen Kirche in Mitteldeutschland.
Die ältesten überlieferten Kirchenbücher für Bindfelde stammen aus dem Jahre 1679.
Die katholischen Christen gehören zur Pfarrei St. Anna in Stendal im Dekanat Stendal im Bistum Magdeburg.

## Politik

### Ortsbürgermeisterin
Ute Matthies ist die Ortsbürgermeisterin der Ortschaft Staffelde.

### Ortschaftsrat
Bei der Ortschaftsratswahl am 26. Mai 2019 gewann die „Freie Wählergemeinschaft Staffelde/Arnim“ (100 Prozent) und damit alle 5 Sitze. Gewählt wurden 2 Männer und 3 Frauen. Von 263 Wahlberechtigten hatten 200 ihre Stimme abgegeben, die Wahlbeteiligung betrug damit 76,05 Prozent.

## Kultur und Sehenswürdigkeiten

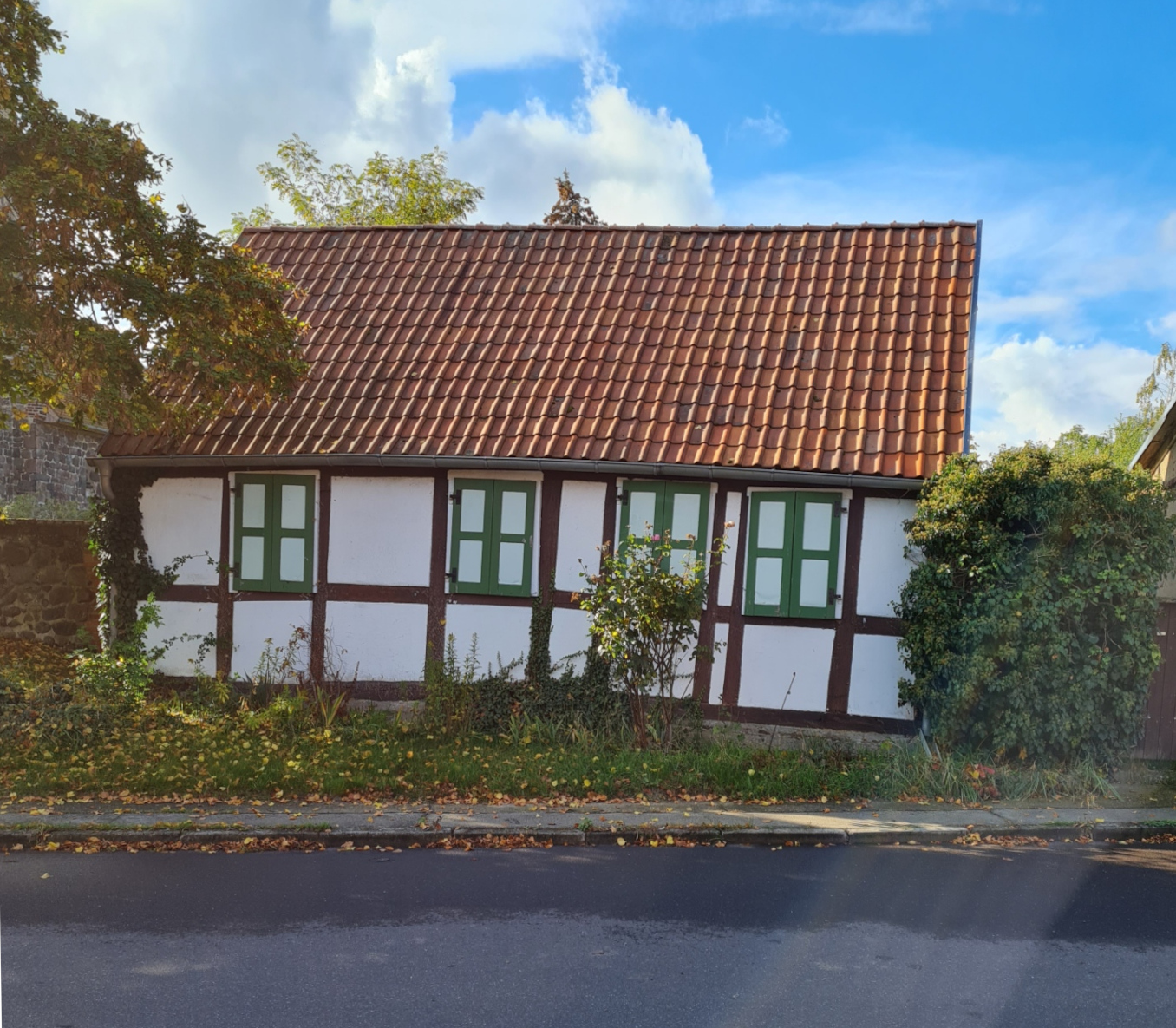
Bauernhaus neben der Kirche

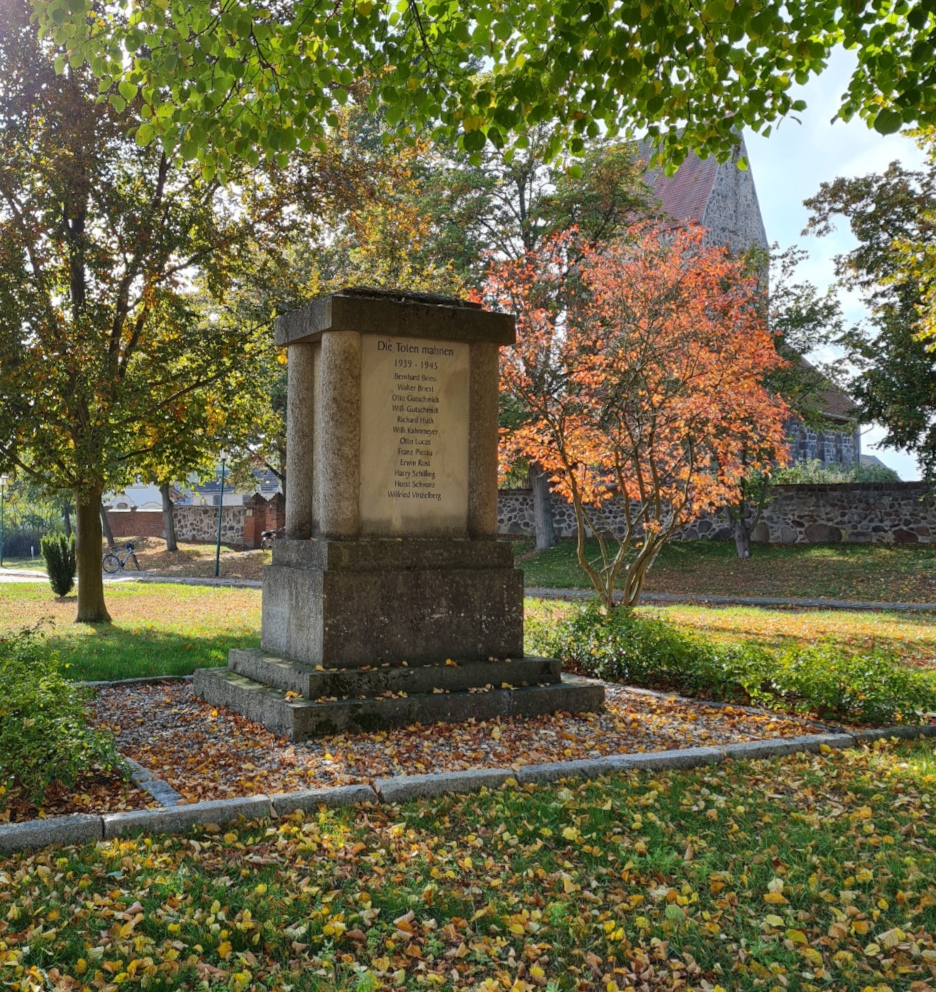
Gefallenendenkmal in Staffelde

- Die evangelische Dorfkirche Staffelde, eine ursprünglich dem heiligen Bartholomäus geweihte Chorturmkirche, ist ein romischer Feldsteinbau inmitten des Ortsfriedhofes, der mit einer Feldsteinmauer umgeben ist.[27] Eine dendrochronologische Untersuchung des Eichen-Dachwerkes des Kirchenschiffs lieferte ein Fälldatum um etwa 1179.[28] Da der Turm im Osten steht, gilt sie als eine der sieben verkehrten Kirchen der Altmark.
- Mehrere Bauernhäuser und das Pfarrhaus stehen unter Denkmalschutz.
- Der Feuerwehrverein Staffelde e. V. unterstützt die Freiwillige Feuerwehr im Ort.
- In Staffelde steht ein Denkmal für die Gefallenen des Ersten und Zweiten Weltkrieges in Form eines Tempels.[29]

## Das Mordkreuz bei Staffelde
Vor dem südlichen Ortseingang stand früher ein Stein, der den Sockel eines Kreuzes bildete. Das Kreuz stand auf einer bewaldeten Höhe etwa 50 Meter westlich des Weges nach Tangermünde. Wilhelm Zahn berichtete 1899, dass der letzte Rest vor einem Jahrzehnt beseitigt wurde. Beckmann berichtete 1753, dass sich an der Stelle zwei Adelige duellierten und dabei ihr Leben verloren. Sie sollen unter dem Kreuz begraben liegen. Nach einer jüngeren Erzählung soll das Duell 1806 zwischen französischen Offizieren stattgefunden haben.

## Persönlichkeiten
Die Ruder-Olympiasiegerin Carola Hornig (* 1962) wurde in Staffelde geboren.